# Rivière Guillet
Rivière Guillet är ett vattendrag i Kanada.   Det ligger i provinsen Québec, i den sydöstra delen av landet, 300 km nordväst om huvudstaden Ottawa. Rivière Guillet ligger vid sjöarna  Lac Daley och Lac Rainy.
I omgivningarna runt Rivière Guillet växer i huvudsak blandskog. Trakten runt Rivière Guillet är nära nog obefolkad, med mindre än två invånare per kvadratkilometer.